# Disset Províncies
Les Disset Províncies són una sèrie de feus, comtats i ducats que els Ducs de Borgonya van atènyer del segle xiv al XVI també anomenats Països Baixos. A l'aconseguir ser Comte de Flandes, Duc de Brabant, etc., Carles V va crear una unió personal.

## Disset feus, comtats i ducats
- 1. El comtat d'Artois
- 2. El comtat de Flandes
- 3. Les castellanies de Lilla, Douai i Orchies (també anomenat Flandes Lillenc)
- 4. La Vila de Tournai i el Tournaisis
- 5. La senyoria de Mechelen
- 6. El comtat de Namur
- 7. El comtat d'Hainaut
- 8. El comtat de Zelanda
- 9. El comtat d'Holanda
- 10. El ducat de Brabant i el Marquesat d'Antwerpen
- 11. El ducat de Limburg i els Països enllà del Mosa
- 12. El ducat de Luxemburg
- 13. La senyoria d'Utrecht
- 14. La senyoria de Frísia
- 15. El ducat de Gueldre i el comtat de Zutphen
- 16. La senyoria Groningen
- 17. La senyoria Overijssel (amb Drenthe, Lingen, Wedde i Westerwolde)

Aquesta enumeració no és pas permanent, ni tampóc el nombre de disset. Flandes i Flandes Lillenc tenien un o dos representants, de vegades Limburg depenia del Ducat de Brabant o el Marquesat d'Antwerpen tenia el seu propi delegat… A l'ocasió dels Estats Generals de Brussel·les hi havia disset representants i des d'aleshores el nom s'ha quedat.
Set d'aquestes Disset Províncies (Holanda, Zelanda, Utrecht, Frísia, Groningen, Gueldre i Overijssel) van crear la República de les Set Províncies Unides.